# Nastagio degli Onesti

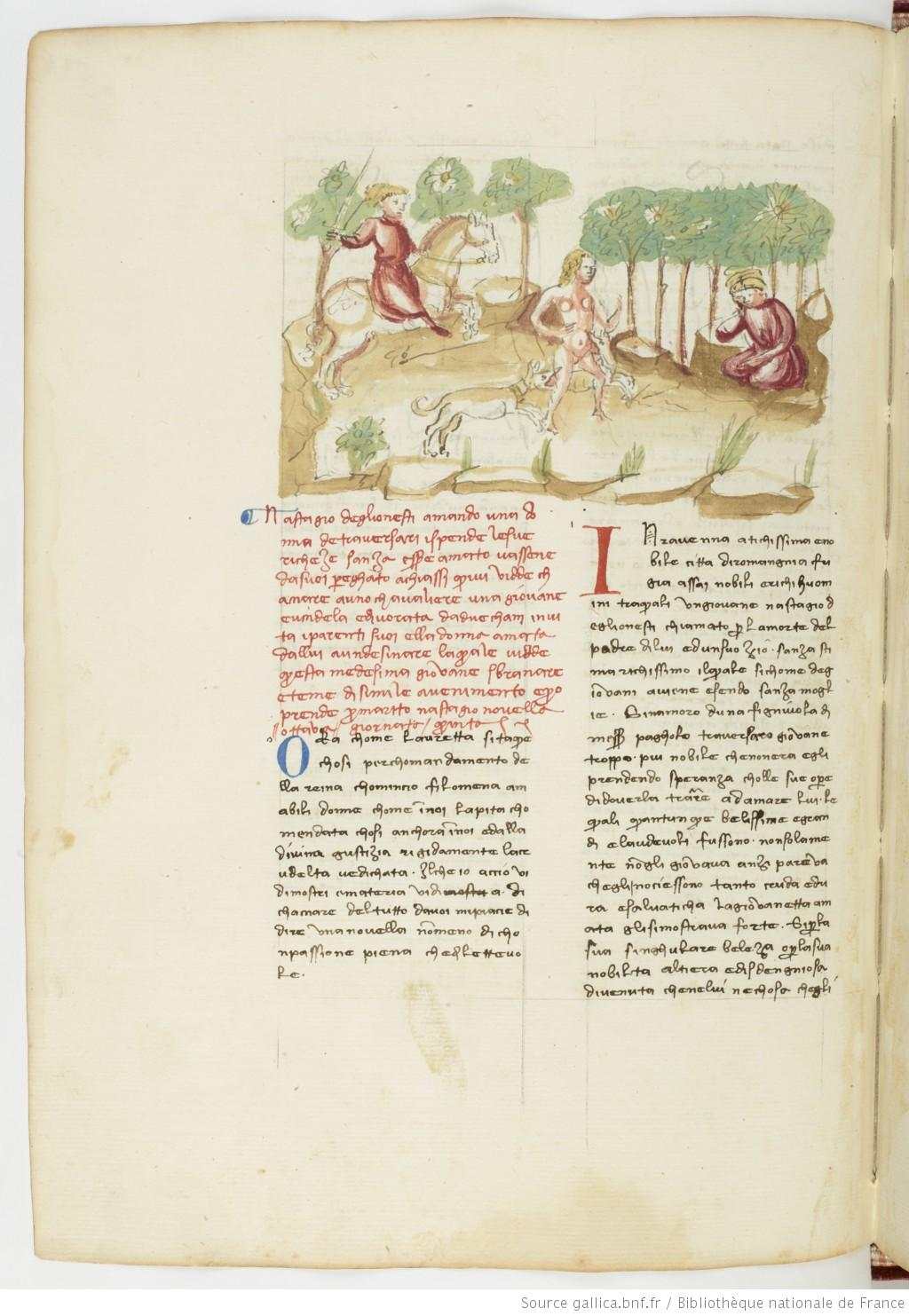
Page du Décaméron.

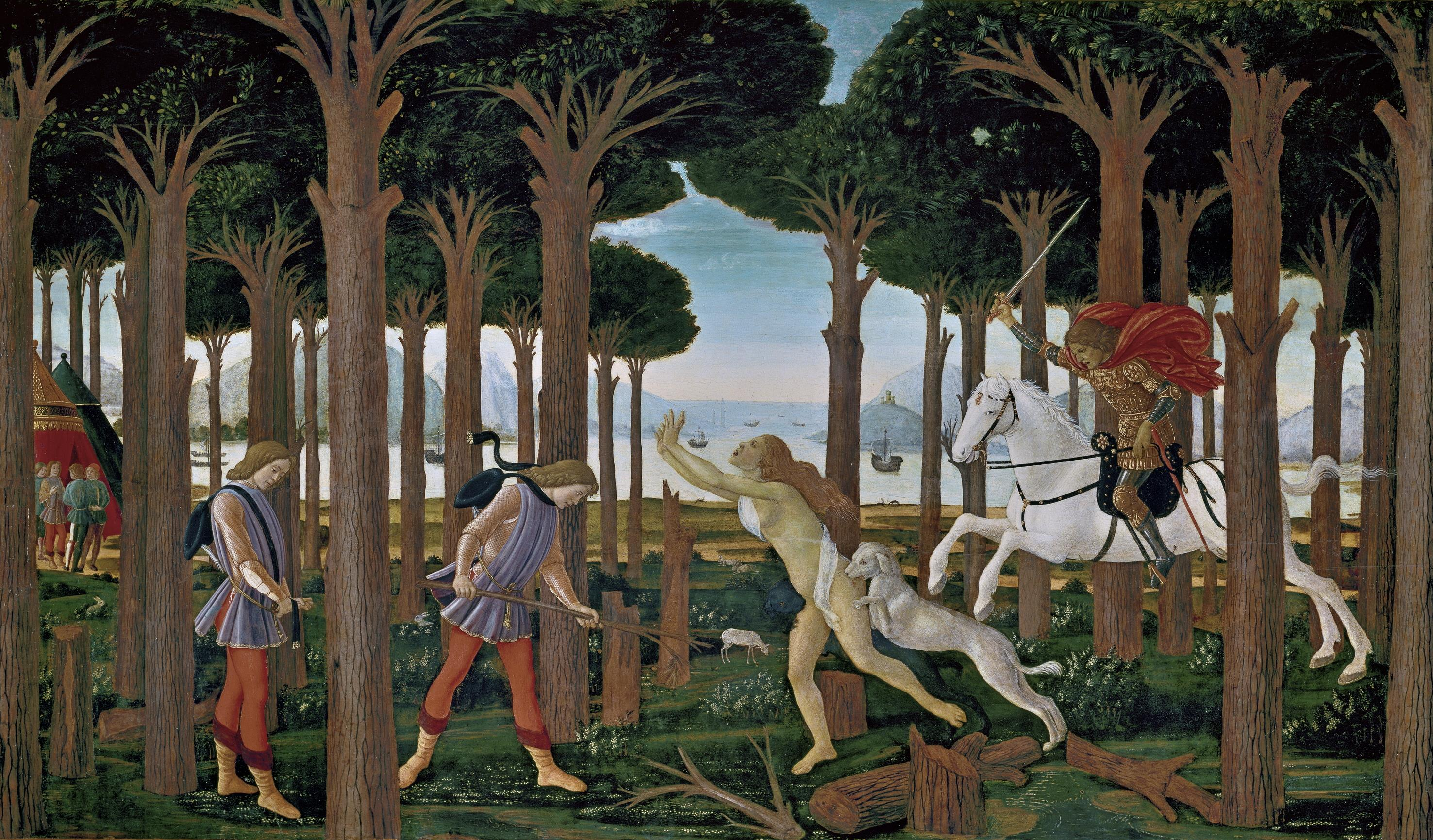
Botticelli, Nastagio rencontre une dame et le cavalier dans le bois de Ravenne, musée du Prado, Madrid

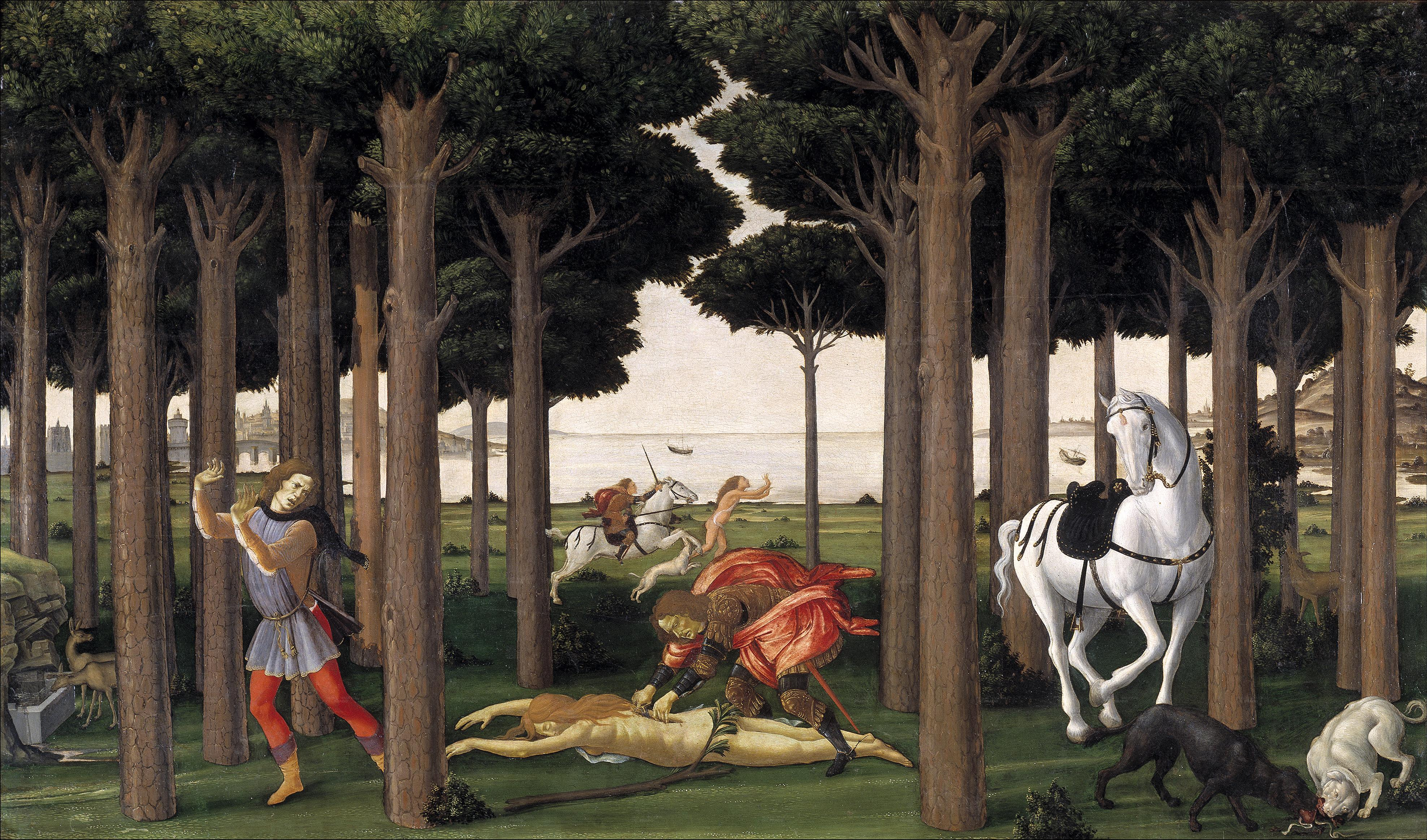
Botticelli, Assassinat de la dame, musée du Prado, Madrid

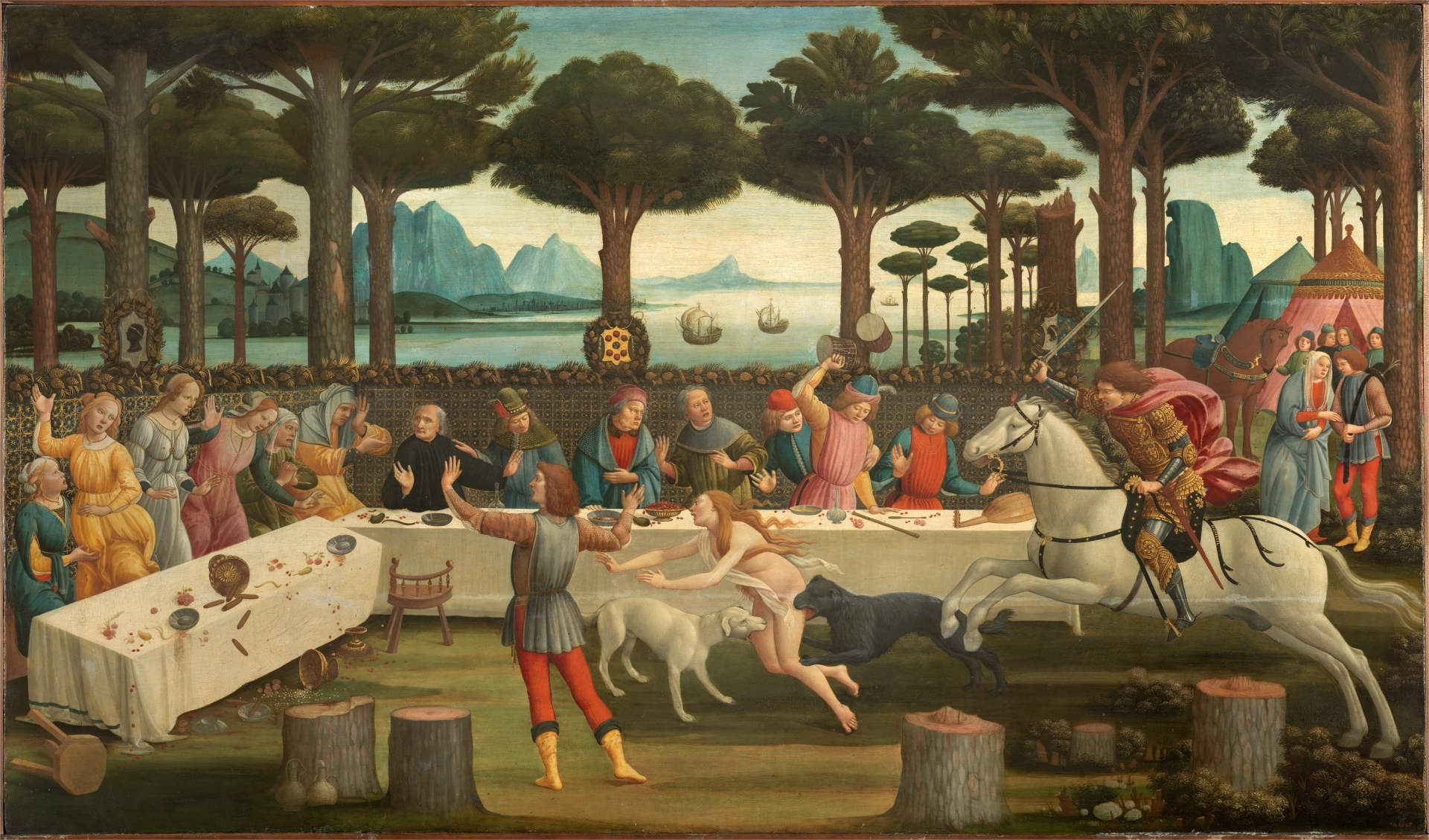
Botticelli, Le banquet dans le bois, musée du Prado, Madrid

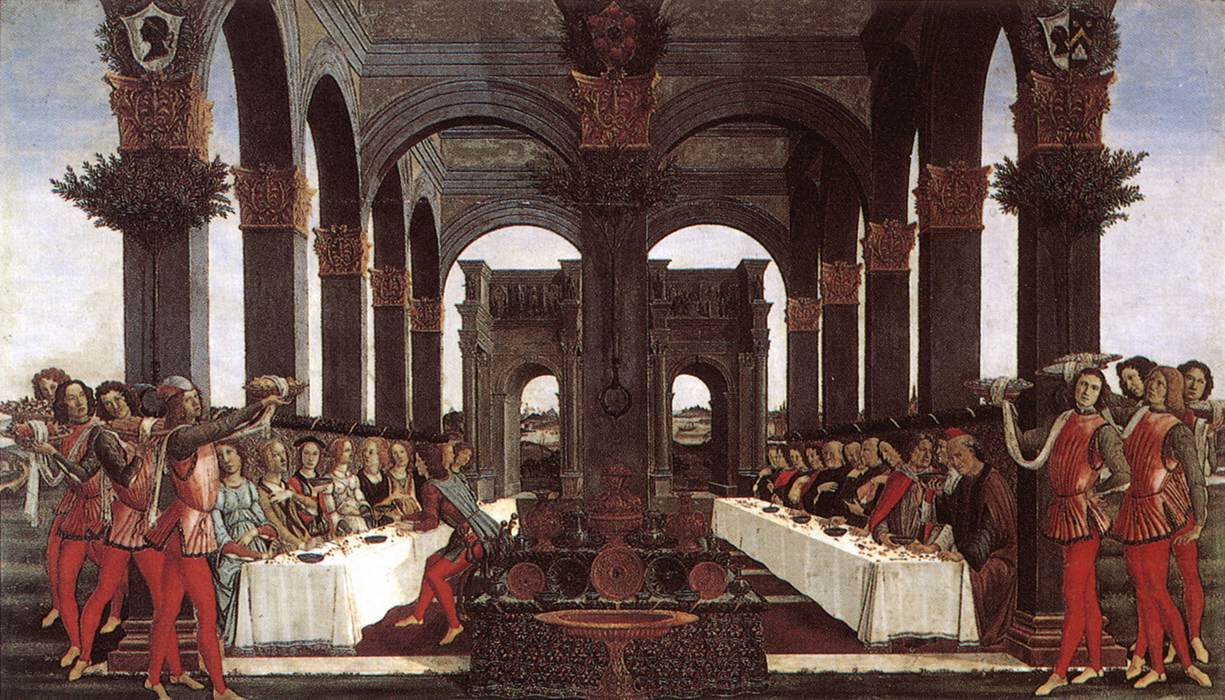
Botticelli, Noces de Nastagio degli Onesti, Palazzo Pucci, Florence

Nastagio degli Onesti est le protagoniste de la huitième nouvelle de la cinquième journée du Décaméron de Boccace écrit entre 1348 et 1351, intitulée « L'enfer pour les amoureux cruels » dédiée aux amours d'abord malheureuses puis se terminant de manière heureuse.

## Thème et trame
Nastagio degli Onesti est un noble de Ravenne devenu très riche à la suite de la mort de son père et de son oncle.
Il tombe amoureux d'une jeune fille d'une famille encore plus noble, la fille de Paolo Traversari.
Afin d'attirer son attention, Nastagio commence à dépenser son argent en banquets et fêtes organisées à son intention mais la jeune fille ne répond pas positivement à l'amour de Nastagio, et le repousse avec une particulière brutalité et cruauté. Pour ce motif, Nastagio fait part de son intention de mettre fin à ses jours, de la haïr ou de l'oublier sans néanmoins pouvoir mettre en acte ses intentions.
Voyant que Nastagio est en train de perdre son patrimoine et sa dignité, ses amis et parents lui conseillent de quitter Ravenne afin d'oublier cet amour non partagé. Nastagio suit leur conseil, quitte Ravenne et se rend à Classe, une localité proche.
Un vendredi du début du mois de mai, Nastagio, se promenant dans une pinède, voit une jeune fille courir nue et en larmes poursuivie par deux chiens qui la mordent et par un cavalier noir avec une épée qui la menace de mort. Nastagio cherche à la défendre mais le cavalier se présentant comme Guido degli Anastagi, lui raconte qu'autrefois il avait aimé à la folie cette fille qu'il était en train de poursuivre, mais comme celle-ci n'avait pas répondu favorablement à son amour, il s'était suicidé. Quand la jeune fille mourut, sans aucun regret pour le tourment qu'elle avait infligé à son amoureux, elle a été condamnée avec lui à la peine cruelle de la chasse : tous les vendredis, la jeune fille devait subir l'assassinat et la recomposition de son corps pour autant d'années correspondant au nombre de mois de refus de l'amour de son prétendant.
Se soumettant au vouloir divin, Nastagio assiste à la scène où le cavalier éviscère la jeune fille et donne son cœur à manger au chien, aussitôt celle-ci ressuscite et la « chasse infernale » recommence finissant par disparaître du regard de Nastagio qui décide de profiter de la situation : le vendredi suivant il organise un banquet au même endroit dans le bois en invitant ses parents et la jeune fille aimée avec ses parents. Comme prévu, à la fin du repas la scène violente se répète et provoque l'effet escompté : après que le cavalier a expliqué de nouveau aux convives son histoire et la condamnation, la jeune fille aimée de Nastagio, se rendant compte de la manière haineuse avec laquelle elle avait repoussé l'amour et de peur de subir le même sort, change d'attitude et consent immédiatement aux noces.
Ainsi le dimanche suivant, changeant sa haine en amour ils se marient et depuis lors « toutes les femmes de Ravenne apprennent à être plus gentilles envers leurs amoureux ».

## Approfondissement
Deux personnages de la nouvelle, le cavalier noir et la femme en fuite se trouvent aux  enfers, damnés, sans signe de repentance, consistant au suicide pour lui et le refus d'amour pour elle. Pour Boccace, l'amour, même dans sa composante hédoniste est évalué positivement : chacun a le droit d'aimer et d'être aimé, ainsi même la femme était coupable de n'avoir pas aimé.
Même la scène de la « chasse infernale », présente aussi dans la Divine Comédie (Enfer, Chant XIII, vers 25) de Pierre Des Vignes, est insérée par Boccace dans une scénographie naturaliste bien différente de celle de Dante, un locus amoenus dans lequel les traits sont bien moins macabres et plus proches de celle d'une représentation sacrée.
Dans la nouvelle apparaissent de nombreuses paroles appartenant au langage de l'amour courtois. La dame est arrogante, dédaigneuse, hautaine, même si dans ce cas la fonction négative lui est confiée par la structure du récit, vu qu'elle devra être un exemple aux femmes de la façon dont elles ne doivent pas se comporter. À la fin la dame est promue pour son amour sincère, pas vraiment pour la peur de la peine encourue, car elle tombe réellement amoureuse de Nastagio.

## Sources
- (it) Cet article est partiellement ou en totalité issu de l’article de Wikipédia en italien intitulé « Nastagio degli Onesti » (voir la liste des auteurs).

## Œuvres inspirées par le thème
L'histoire de Nastagio degli Onesti a été peinte par Sandro Botticelli en 1483 sur commande de Laurent le Magnifique afin de faire un cadeau nuptial à Giannozzo Pucci  et Lucrezia Bini, les deux armoiries apparaissant dans le cadre : les quatre tablettes se trouvent pour trois d'entre elles au Prado de Madrid et une au Palazzo Pucci de Florence.